# Communauté de communes de la Bassée
La communauté de communes de la Bassée était une communauté de communes française, située dans le département de Seine-et-Marne en région Île-de-France.

## Historique
Créée le 24 décembre 2001, la Communauté de communes de la Bassée dénommée Communauté de communes du canton de Bray-sur-Seine jusqu'en 2006 se substituait au district rural de même nom créé le 15 octobre 1973.
Du regroupement en 2002 de 24 communes se retira en 2011 Melz-sur-Seine pour rejoindre la Communauté de communes du Provinois.
Par la suite, la communauté de communes de la Bassée fusionna avec la Communauté de communes du Montois pour former la Communauté de communes Bassée-Montois avec prise d'effet le 1er janvier 2014.

## Composition
Elle regroupait 23 communes adhérentes au 1er janvier 2013:
| Nom                    | Code Insee | Gentilé            | Superficie (km2) | Population (dernière pop. légale) | Densité (hab./km2) |
| ---------------------- | ---------- | ------------------ | ---------------- | --------------------------------- | ------------------ |
| Bray-sur-Seine (siège) | 77051      | Braytois           | 2,15             | 2 231 (2014)                      | 1 038              |
| Baby                   | 77015      | Bédoins            | 4,12             | 98 (2014)                         | 24                 |
| Balloy                 | 77019      | Balloyeux          | 13,22            | 326 (2014)                        | 25                 |
| Bazoches-lès-Bray      | 77025      | Bazochois          | 22,68            | 848 (2014)                        | 37                 |
| Chalmaison             | 77076      | Chalmaisonais      | 10,04            | 754 (2014)                        | 75                 |
| Everly                 | 77174      | Everlytois         | 8,76             | 605 (2014)                        | 69                 |
| Fontaine-Fourches      | 77187      | Fourchois          | 11,84            | 597 (2014)                        | 50                 |
| Gouaix                 | 77208      | Gouaillons         | 14,64            | 1 459 (2014)                      | 100                |
| Gravon                 | 77212      | Gravonais          | 7,55             | 148 (2014)                        | 20                 |
| Grisy-sur-Seine        | 77218      | Grisons            | 6,57             | 107 (2014)                        | 16                 |
| Hermé                  | 77227      | Hermillons         | 15,90            | 650 (2014)                        | 41                 |
| Jaulnes                | 77236      | Jaulnois           | 15,84            | 376 (2014)                        | 24                 |
| La Tombe               | 77467      | Tombiers           | 7,84             | 228 (2014)                        | 29                 |
| Les Ormes-sur-Voulzie  | 77347      | Ormois             | 12,22            | 865 (2014)                        | 71                 |
| Montigny-le-Guesdier   | 77310      | Espagnols          | 7,89             | 300 (2014)                        | 38                 |
| Mousseaux-lès-Bray     | 77321      | Mousseautois       | 8,67             | 749 (2014)                        | 86                 |
| Mouy-sur-Seine         | 77325      | Mouytois           | 8,62             | 362 (2014)                        | 42                 |
| Noyen-sur-Seine        | 77341      | Noyennais          | 12,24            | 354 (2014)                        | 29                 |
| Passy-sur-Seine        | 77356      | Passitois          | 4,53             | 53 (2014)                         | 12                 |
| Saint-Sauveur-lès-Bray | 77434      | Saint-Salvatoriens | 6,52             | 348 (2014)                        | 53                 |
| Villenauxe-la-Petite   | 77507      | Villenauxois       | 20,81            | 480 (2014)                        | 23                 |
| Villiers-sur-Seine     | 77522      | Villierots         | 11,37            | 303 (2014)                        | 27                 |
| Villuis                | 77523      | Villuisiens        | 9,26             | 270 (2014)                        | 29                 |

## Administration
La communauté était administrée par un conseil communautaire constitué de conseillers municipaux des communes membres.
- Mode de représentation: paritaire
- Nombre total de délégués: 46 (2013)
- Nombre de délégués par commune: 2 délégués par commune
- Soit en moyenne: 1 délégué pour 270 habitants

### Liste des présidents
| Période | Période      | Identité          | Étiquette | Qualité                                                                          |
| ------- | ------------ | ----------------- | --------- | -------------------------------------------------------------------------------- |
| ?       | 31 déc. 2013 | Anne-Marie Charle |           | Chef d'entreprise Présidente de l'Amicale des Maires du canton de Bray-sur-Seine |

### Siège
12 rue Joseph Bara, 77480 Bray-sur-Seine.